# Aplexa waterloti
Aplexa waterloti е вид охлюв от семейство Physidae. Видът не е застрашен от изчезване.

## Разпространение
Разпространен е в Гана и Нигерия.